# 21746 Керрішов
21746 Керрішов (21746 Carrieshaw) — астероїд головного поясу, відкритий 9 вересня 1999 року.
Тіссеранів параметр щодо Юпітера — 3,581.